# 지젤주

지젤주

지젤주(아랍어: ولاية جيجل)는 알제리 동부와 지중해 연안에 위치한 주로, 주도는 지젤이며 면적은 2,577km2, 인구는 634,412명(2008년 기준)이다.